# 이범수 (1990년)
이범수(李範守, 1990년 12월 10일 ~ )는 대한민국의 축구 선수이며, 포지션은 골키퍼이다. 현재 인천 유나이티드에서 뛰고 있다. 이범수의 형은 축구 선수 이범영으로, 포지션은 둘 모두 골키퍼이다.

## 클럽 경력
경희대학교 졸업 후 전북 현대 모터스에 입단했지만, 권순태에 밀려 1경기 출전에 그쳤다. 2011년 권순태가 군에 입대해 출전기회를 잡는가 싶었지만, 김민식, 염동균에 밀렸고, 염동균이 승부조작으로 팀에 퇴출되어 2011시즌 겨우 1경기에 출전하였다. 특히 2012년 AFC 챔피언스리그 가시와 레이솔전에 출전해 부진한 모습을 보이며 5골을 실점하며 전북의 1 : 5 패를 안기기도 했다.
출전 기회를 얻기 위해 2015년 신생팀이자 K리그 챌린지 소속 서울 이랜드로 이적했으나, 국가대표 출신 김영광에 밀려 출전기회를 잡지 못한채 시즌 2경기 출전에 그쳤지만, 수원 FC전 김영광의 퇴장으로 인해 김영광이 2경기 출전정지 징계를 당했고, 이로 인해 출전했던 2경기서 상주 상무와 부천 FC 1995를 상대로 나름 안정적인 플레이를 펼치며 호평을 받았다.
2016년 이범수는 출전기회를 잡기 위해 서울 이랜드를 떠나 대전 시티즌으로 이적했다. 시즌 초반 주전으로 기용됐지만 부진하는 모습을 보이며 박주원에게 밀리기 시작했고, 시즌 중반 박주원이 부상을 당하며 다시 주전으로 기용되었지만, 박주원이 회복한 이후 완전히 주전에서 밀려버렸고, 특히 6월 11일 경남 FC와의 원정 경기서 대전이 리드를 지키고 있을 때, 공을 걷어낸다는 것을 경남의 크리스찬에게 그대로 패스를 해주는 치명적인 실수를 범하며 실점의 빌미를 제공하였었다.
2017년 경남 FC로 이적하였다.
2020 시즌을 앞두고 박창준과 트레이드 되면서 강원 FC로 이적했다.
2022 시즌을 앞두고, 8년 만에 전북으로 복귀하였다.
2023 시즌을 앞두고, K리그2의 부천 FC 1995로 이적했다.

## 가족 관계
- 배우자 = 김진희
  - 아들 = 이리안
- 형 이범영 (수원 FC 골키퍼)

## 돌마커플
- 아들이 태어나기 전부터 했던 유튜브다.
- 구독자는 약 10만 이상이다.
- 옛날엔 영상을 않이 올렸는데 요즘엔 올릴까 말까한다.

## 수상

### 클럽
전북 현대 모터스
- K리그 클래식 우승 2회 (2011년, 2014년)
- FA컵 우승 1회 (2022년)

 경남 FC
- K리그 챌린지 우승 1회 (2017)

### 개인
- K리그 챌린지 베스트 11 : (2017)